# Албаши (станция)
Албаши́ — железнодорожная станция на 1473 километре участка Ростов-на-Дону — Краснодар. Расположена в станице Новоминской Каневского района Краснодарского края.

## История
Построена в 1910 году по проекту украинского архитектора Сергея Тимошенко (брат Степана Тимошенко). Архитектурный стиль — украинский архитектурный модерн.
При постройке станции в станице Новоминской была построена также школа для детей железнодорожников по проекту украинского архитектора Евгения Сердюка также в стиле украинского архитектурного модерна. 
Во время реставрации в 1953 году был значительно изменён внешний вид крыши здания станции.
Здания станции Албаши и школы были одними из первых кирпичных зданий в станице Новоминской.